# سوزان شبتون
سوزان شبتون (بالإنجليزية: Susan Shipton)‏ ولدت في عام 1958 هي مونتيرة كندية، ولدت في تورونتو.

## وصلات خارجية
- سوزان شبتون على موقع IMDb (الإنجليزية)
- سوزان شبتون على موقع قاعدة بيانات الأفلام العربية
- سوزان شبتون على موقع ألو سيني (الفرنسية)
- سوزان شبتون على موقع أول موفي (الإنجليزية)
- سوزان شبتون على موقع قاعدة بيانات الأفلام السويدية (السويدية)
- سوزان شبتون على موقع قاعدة بيانات الفيلم (الإنجليزية)
- سوزان شبتون على موقع كينوبويسك (الروسية)